# Tom Seeberg
Tom Seeberg (ur. 17 lutego 1860 w Drammen; zm. 27 marca 1938 tamże) – norweski strzelec.
Seeberg uczestniczył na Letnich Igrzyskach Olimpijskich 1900 w Paryżu. Brał wówczas udział w pięciu konkurencjach strzelectwa: karabin dowolny, trzy postawy, 300 m (17. miejsce), karabin dowolny klęcząc, 300 m (21. miejsce), karabin dowolny leżąc, 300 m (16. miejsce), karabin dowolny stojąc, 300 m (13. miejsce) oraz karabin dowolny, trzy postawy, 300 m, drużynowo (2. miejsce; srebrny medal; wraz z Olem Østmo, Helmerem Hermansenem, Olem Sætherem i Olafem Frydenlundem).